# NGC 1272
NGC 1272 este o galaxie eliptică situată în constelația Perseu. A fost descoperită în 14 februarie 1863 de către Heinrich Louis d'Arrest. Se află la o distanță de 69,18 de megaparseci de Pământ.